# بام ريد
بام ريد (بالإنجليزية: Pam Reed)‏ هي عداءة ألتراماراثون ‏ أمريكية، ولدت في 27 فبراير 1961.

## وصلات خارجية
- الموقع الرسمي
- بام ريد على موقع الاتحاد الألماني للألترا ماراثون (الإنجليزية)
- بام ريد على موقع الرابطة الدولية لركض المسار (الإنجليزية)